# Glashütten (Hesja)
Glashütten – miejscowość i gmina w Niemczech, w kraju związkowym Hesja, w rejencji Darmstadt, w powiecie Hochtaunus.
Miejscowość leży na linii umocnień granicznych Cesarstwa Rzymskiego – limesu górnogermańsko-retyckiego. Zachowały się pozostałości kaszteli (zwłaszcza Kastel Maisel i poniżej źródła Weil) i wieży strażniczych na terenie gminy. Rolę Glashütten w systemie granicznym przedstawia pawilon w północno-wschodniej części wsi.
Na wschodnim obszarze gminy, na wschód od miejscowości Glashütten, przynajmniej od ok. 1450 wytwarzano nieprzemysłowymi metodami szkło, co dało nazwę miejscowości.